# تاجیمی ۱۷۶۵۱
سیارک ۱۷۶۵۱ (به انگلیسی: 17651 Tajimi، نامگذاری:1996VM1) هفده هزار و ششصد و پنجاه و یکمین سیارک کشف شده‌است که در ۳ نوامبر ۱۹۹۶ کشف شد.
قدر مطلق سیارک برابر ۱۳٫۱۰ است.